# Dicranomyia brevivena
Dicranomyia brevivena là một loài ruồi trong họ Limoniidae. Chúng phân bố ở miền Tân bắc.